# Carretera de Nebraska 87
La Carretera de Nebraska 87, y abreviada NE 87 (en inglés: Nebraska Highway 87) es una carretera estatal estadounidense ubicada en el estado de Nebraska. La carretera inicia en el Sur desde la NE 2  en Alliance hacia el Norte en la SD 407  norte de Pine Ridge. La carretera tiene una longitud de 123,5 km (76.76 mi).

## Mantenimiento
Al igual que las autopistas interestatales, y las rutas federales y el resto de carreteras estatales, la Carretera de Nebraska 87 es administrada y mantenida por el Departamento de Carreteras de Nebraska por sus siglas en inglés NDOR.

## Cruces
La Carretera de Nebraska 87 es atravesada principalmente por la  US 20  en Hay Springs.